# Paragrilus rugatulus
Paragrilus rugatulus är en skalbaggsart som beskrevs av Thomson 1879. Paragrilus rugatulus ingår i släktet Paragrilus och familjen praktbaggar. Inga underarter finns listade i Catalogue of Life.